# Copestylum vacua
Copestylum vacua là một loài ruồi trong họ Ruồi giả ong (Syrphidae). Loài này được Fabricius mô tả khoa học đầu tiên năm 1775. Copestylum vacua phân bố ở miền Tân bắc